# Trinidad María Enríquez
Pour les articles homonymes, voir Enríquez.
Trinidad Josefa María Enríquez Ladrón de Guevara, née le 5 juin 1846 à Cuzco au Pérou et morte le 20 avril 1891 à Lima est une activiste péruvienne des droits des femmes. Elle est la première femme péruvienne à obtenir un diplôme universitaire en 1878. Elle ne sera jamais autorisée à pratiquer.

## Jeunesse
Trinidad María Josefa Enríquez Ladrón de Guevara naît le 5 juin 1846 , la fille de Cecilia Ladrón de Guevara y Castilla et de Marcelino Enríquez. Elle excelle dans ses études à l'El Colegio de señoritas "Educandas", une école préparatoire pour jeunes filles de bonnes familles. À onze ans, Enriquez donne des cours de géographie à Educandas. Mais à l'époque, les femmes ne sont pas autorisées à suivre des études supérieures, elles peuvent seulement apprendre la lecture, la couture et la musique pour les préparer à devenir des épouses et des mères et à prendre leur place dans la société.

## Carrière
Le 1er juin 1870, Enriquez fonde une école pour femmes, le Colegio Superior para Mujeres. Elle base les cours offert sur les conditions requises pour accéder à l'université, avec des matières comme les mathématiques, droit et philosophie. La société est divisée sur la question de savoir si une telle éducation est nécessaire pour les femmes et après trois ans, elle est forcée de fermer l'école.
Afin de poursuivre des études supérieures et devenir avocate, Enríquez postule pour l'université. Un décret publié le 3 octobre 1874, exige la validation de ses études indépendantes et, si jugé acceptable, l'autorise à entrer dans n'importe quelle université nationale. Du 20 au 29 avril 1875, elle est  interrogée par un jury. Les évaluations sont publiées et commentées dans les journaux régionaux, mais Enríquez obtient des notes élevées aux tests est autorisé à entrer à l'université. Elle s'inscrit à l'Université nationale de Saint Antoine l'Abbé à Cuzco et obtient 1878 un baccalauréat en jurisprudence, devenant la première femme diplômée universitaire du pays.
Mais la loi lui interdit de recevoir sa licence d'avocat. Enríquez fait appel au Congrès péruvien et à la magistrature. Mariano Felipe Paz Soldán, le ministre de la Justice et de l'Instruction, est favorable à l'accès des femmes à la profession. La guerre du Pacifique en 1879 empèche la législature d'examiner sa demande. Le 5 octobre 1881, le président Nicolás de Piérola délivre une autorisation présidentielle autorisant l'admission d'Enríquez au barreau. Elle rejette l'exception, au motif que la loi devrait permettre à toute femme un accès égal à devenir avocate. Après la fin de la guerre, le législateur reprend la demande d'Enríquez et après avoir consulté les Cours supérieures de justice de Lima, il rejette sa demande en 1886.  La décision finale des tribunaux de Lima est rendue en 1891, par le procureur Ricardo Espinoza, qui refuse la licence au motif que les femmes manquent de force physique et de capacité mentale pour devenir professionnelles et qu'en leur accordant le droit de le faire, elles deviendrait masculines.
En 1870, Enríquez fonde la Société artisanale de Cuzco, une école du soir pour les travailleurs, leur apprenant à lire et à écrire et les éduquant sur leurs droits en vertu de la loi. Elle fondé et publie la revue La voz del Cusco (La Voix de Cuzco) qui se concentre sur les problèmes touchant les femmes et les travailleurs.
Enríquez meurt le 20 avril 1891 à Lima, d'une fièvre cérébrale. Elle est enterrée au Cimetière de la Almudena (es) à Cuzco.
La persistance d'Enríquez à entrer à l'université a inspiré d'autres péruviennes mais ce n'est qu'en 1913 que Rosa Pérez Liendo est autorisée à entrer à l'université de droit.